# Један дан Андреја Арсенјевича
Један дан Андреја Арсенјевича (фр. Une journée d'Andrei Arsenevitch) јесте француски документарни филм из 2000. редитеља Криса Маркера, о руском редитељу Андреју Тарковском и омаж  његовом животу и ради. Филм је био епизода француске документарне филмске серије Cinéastes de notre temps (Синаести нашег времена ), која се у преко деведесет епизода од 1966. фокусира на појединачне филмске редитеље, филмске раднике и покрете. Назив филма је алузија на наслов новеле Александра Солжењицина Један дан из живота Ивана Денисовича.

## Прича
Филм комбинује исечке из филмова Тарковског са снимцима Тарковског на снимању његовог последњег филма Жртва и на самртној постељи, током завршне фазе његове борбе са раком. Филм се углавном ослања на слике, са само оскудним коментарима, и углавном се концентрише на давање увида у рад и филозофију Тарковског и на истраживање пресека између његовог приватног живота и његовог рада. Филм почиње сценом из првог филма Тарковског Иваново детињство и завршава се паралелном сценом из његовог последњег филма Жртва. Приказује поновни сусрет Тарковског са његовим сином Андрејем млађим, коме је било дозвољено да напусти Совјетски Савез тек након што је Тарковском дијагностикован терминални рак плућа. Осим самог Андреја Тарковског, у филму су, између осталих, приказани и његова друга супруга Лариса Тарковска, његов син Андреј Млађи, монтажер филма Жртва Михал Лешчиловски, француска глумица Валери Мерес, шведски сниматељ Свен Никвист и руска глумица Маргарита Терекхова.

## Издање
Филм је први пут приказан на француско-немачком ТВ каналу Арте 17. маја 2000. Један дан Андреја Арсенејевича је приказан на Филмском фестивалу Теллуриде, Међународном филмском фестивалу у Торонту, Међународном филмском фестивалу у Сан Франциску, Међународном филмском фестивалу у Берлину 2000. и Фестивалу документарног филма Даблтејк 2001. Филм је такође приказан на филмском фестивалу у Санта Феу 2000. године где је освојио награду за најбољи документарни филм.
Од 21. јуна 2011. филм је издат за приказивање у кућном биоскопу. На диску, поред самог филма, налазе се и два кратка филма о савременој Русији: Три песме о отаџбини Марине Голдовске и У мраку Сергеја Дворцевоја.

## Критички пријем
Иако није био широко дистрибуиран, филм је добио веома позитивне критике. Џонатан Розенбаум из Чикаго Ридера пише да је Један дан из живота Андреја Арсењевича „најбољи појединачни комад критике Тарковског за који знам, који појашњава општу кохерентност његовог опуса, а оставља нетакнуте све главне мистерије у филмовима“. док је Ј. Хоберман из Вилиџ Војса назвао филм „бриљантним признањем делу последњег великог совјетског редитеља, Андреја Тарковског“.

## Други документарни филмови о Тарковском
Продуцирано је још неколико десетина документарних филмова о Андреју Тарковском. Најзначајније су Путовање кроз време Тонина Гере и самог Андреја Тарковског, Московска елегија Александра Сокурова, Опозив сина Тарковског Андреја млађег и Реги Андреј Тарковски Михала Лешчиловског, уредника Тарковског Жртве. Тарковски је такође приказан у бројним документарним филмовима о историји кинематографије или занату и уметности снимања филмова.